# Villedieu-les-Poêles
Villedieu-les-Poêles ist eine Ortschaft und eine ehemalige französische Gemeinde mit 3.534 Einwohnern (Stand: 1. Januar 2022) im Département Manche in der Region Normandie. Sie gehörte zum Arrondissement Saint-Lô und zum Kanton Villedieu-les-Poêles. Die Einwohner von Villedieu werden Les Sourdins oder auch Les Théopolitains genannt.
Mit Wirkung vom 1. Januar 2016 wurden die früheren Gemeinden Villedieu-les-Poêles und Rouffigny zu einer Commune nouvelle mit dem Namen Villedieu-les-Poêles-Rouffigny fusioniert und haben in der neuen Gemeinde den Status einer Commune déléguée. Der Verwaltungssitz befindet sich im Ort Villedieu-les-Poêles.

## Geografie
Der Ort liegt am Ufer des Flusses Sienne.

## Kunst und Kultur
Bekannt ist der Ort durch die traditionelle Glockengießerei Cornille-Havard, die Kupferschmiede und der Tradition der Klöppelei die in einem Museum präsentiert wird.

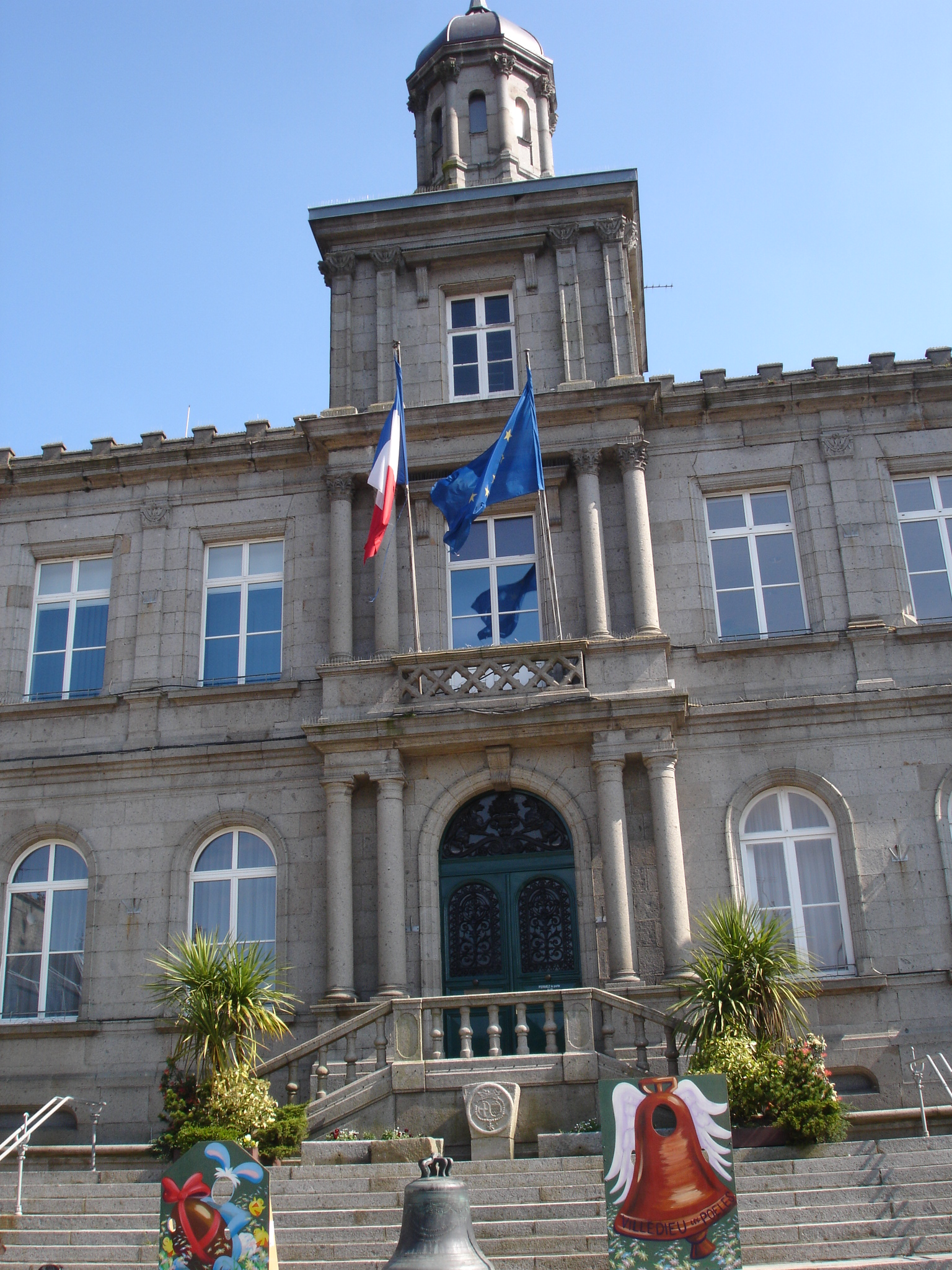
Ehemaliges Rathaus
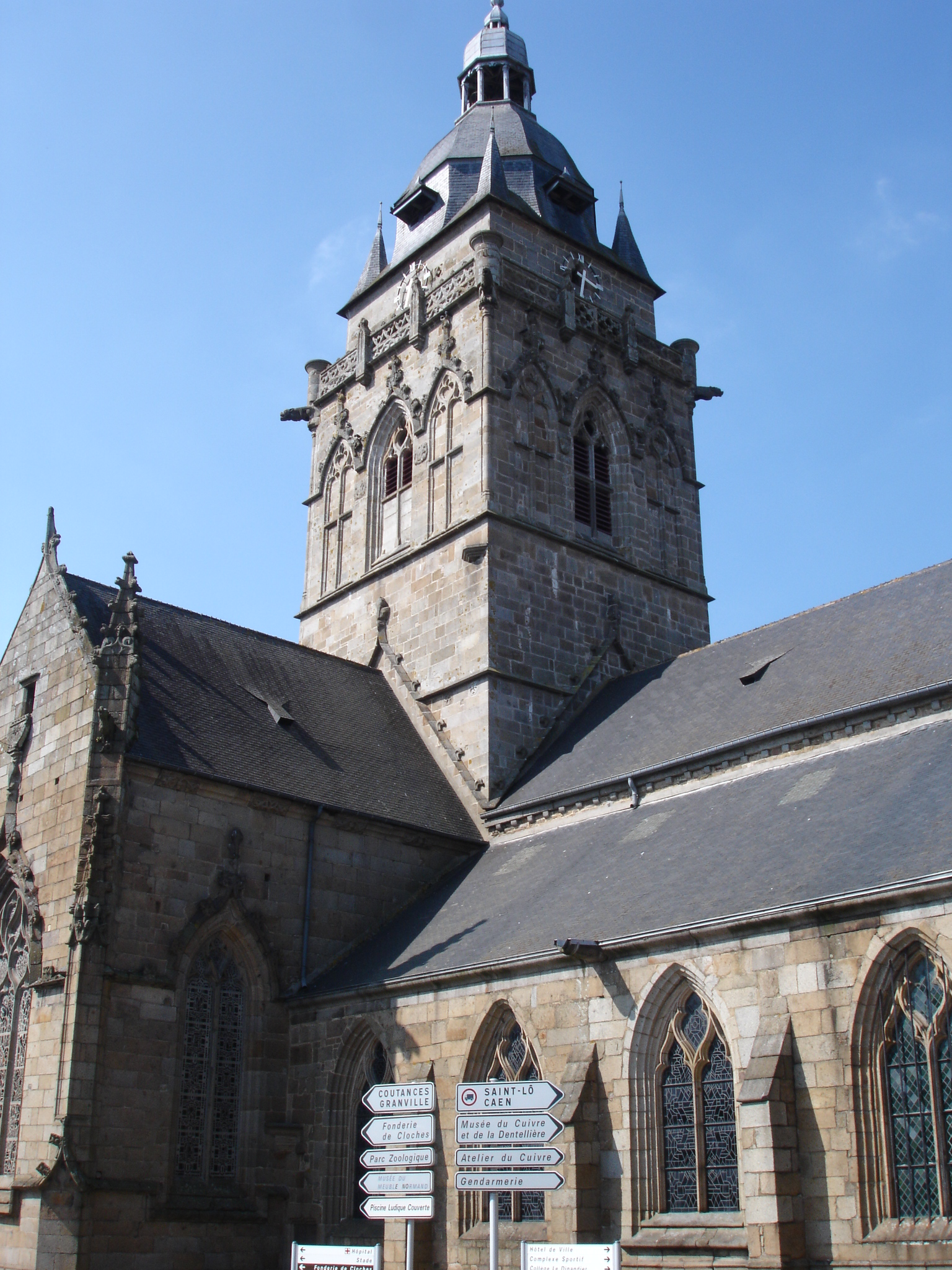
Kirche Notre-Dame
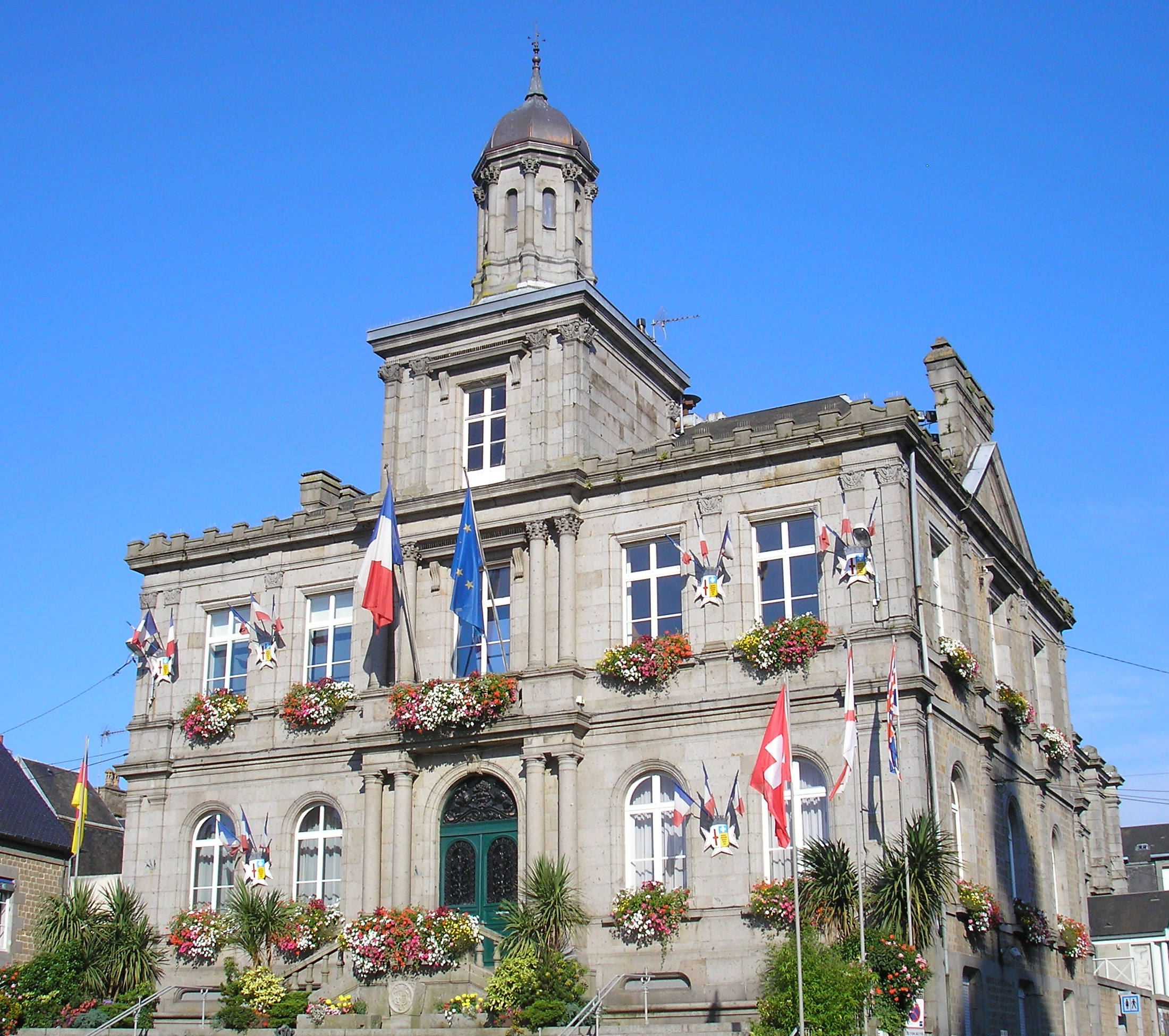
Andere Ansicht des Rathauses

## Die Stadt des Kupfers und der Kupferschmiede
Kupfer und Kupferschmiede sind das Wahrzeichen und der „rote Faden der Geschichte“ von Villedieu-les-Poêles. Gegen 1130 schenkte Heinrich I., Sohn von Wilhelm der Eroberer, König von England und Herzog der
Normandie, dem Orden vom Spital des heiligen Johannes zu Jerusalem, dem späteren Malteserorden, den kleinen Weiler Sienntre im Sienne-Tal, der somit zur ersten Komturei Frankreichs wurde. Basierend auf den vom König verliehenen Sonderrechte sicherte der Aufschwung des Kupferhandwerks den Erfolg dieser fortan den Namen Villedieu les Saultchevreuils tragenden Besiedelung. Anfang des 18. Jahrhunderts schätzte der Intendant von Caen die Zahl der Kupferhandwerksmeister, Pfannenschmiede, Kupferschmiede und Kesselmacher auf 80 und die Zahl der Arbeiter in dem Bereich auf 600. Aufgrund ihrer ohrenbetäubenden Arbeit, dem ständigen Hämmern und Schmieden, nannte man die Einwohner „Die Sourdins“, was, abgeleitet von „sourd“ und aus dem Französischen übersetzt, „Die Schwerhörigen“ bedeutet. Aufgrund seiner seit Jahrhunderten währenden Tradition rund um den Werkstoff Kupfer und diesen zu Schmieden, wurde Villedieu-les-Poêles mit dem Stadt- und Kunsthandwerk-Label Ville et Métiers d’Ar ausgezeichnet, das 1992 auf Initiative von Kommunalpolitikern im Rahmen eines Vereins gegründet wurde.

### Mittelalterlicher Kriminalfall, Stadtführung
Wilhelm Goldhand und der Topfdieb lautet die Handlung eines mittelalterlichen Kriminalfalls, der während einer Stadtführung die Geschichte der durchs Kupferschmiede-Kunsthandwerk bekannt gewordenen Ortschaft Villedieu-les-Poêles erzählt. Die Handlung: Wilhelm Goldhand, ein Meister des Kupferhandwerks, betreibt mit seinem Gehilfen Johan Hartschädel eine Kupferschmiede. Es ist der 05. April 1328, abends um acht Uhr. Wilhelm trägt seinem Gehilfen auf, in dieser Nacht die Werkstatt besonders gut zu bewachen. Morgen wird er in die Hauptstadt Paris reisen, um eine Ladung hochwertiger Kochgeschirre zu verkaufen. Morgens gegen fünf Uhr wird er unruhig wach und geht zu seiner Werkstatt. Aber es ist bereits zu spät. Sein Gehilfe liegt bewusstlos am Boden, die Waren sind verschwunden. Eine Katastophe! Doch Wilhelm reisst sich zusammen, versorgt seinen Gehilfen und erstellt eine Liste der gestohlenen Gegenstände.

### Zweiter Weltkrieg
Villedieu-les-Poêles wurde am 2. August 1944 von der deutschen Besatzung befreit.

## Partnerschaften
Es besteht eine Partnerschaft mit Horn-Bad Meinberg, Deutschland.

## Persönlichkeiten
- Alexander de Villa Dei, auch Alexander Gallus (* um 1170 in Villedieu-les-Poêles; † um 1240), Chorherr und Verfasser einer gereimten Grammatik
- Sophie Quinton (* 1976 in Villedieu-les-Poêles), Schauspielerin
- Pierre Garnier (* 2002 in Villedieu-les-Poêles), Sänger